# Propithecus
Los sifacas (Propithecus) son un género de primates.
Todas las especies de sifacas existentes en la actualidad están incluidas en la Lista Roja de la UICN como especies amenazadas, dos como vulnerables (P. deckenii y P. verreauxi), cinco en peligro (P. coquereli, P. coronatus, P. diadema, P. edwardsi y P. tattersalli) y dos en peligro crítico de extinción (P. candidus y P. perrieri).

## Clasificación
- Familia Indriidae
  - Género Indri
  - Género Avahi
  - Género Propithecus[2]
    - Grupo P. diadema
      - Propithecus diadema
      - Propithecus edwardsi
      - Propithecus candidus
      - Propithecus perrieri

    - Grupo P. verreauxi
      - Propithecus coquereli
      - Propithecus verreauxi
      - Propithecus deckenii
      - Propithecus coronatus
      - Propithecus tattersalli